# El Pujol (Sant Feliu de Pallerols)
El Pujol és un mas al terme de Sant Feliu de Pallerols (la Garrotxa) a poc més de mig km al SO del Castell de Puig-alder. Tot i que a Les Preses hi ha també una casa anomenada "El Pujol", aquesta no es troba documentada fins a principis de segle xviii.
Es tracta d'un edifici de forma allargada amb teulada a dues vessants, orientada al nord. El material constructiu és la pedra volcànica, molt abundant en aquesta zona. L'entrada es fa a través d'un portal de pedra treballada davant el qual hi ha uns graons de roca i pedra.
Al lateral esquerra hi ha una finestra amb la data de 1722. L'edifici principal està estintolat per uns contraforts.
Com a elements auxiliars destaquen una cabana i una era a l'esquerra de la casa, i corrals pel bestiar a la dreta.